# Canteado (geometría)

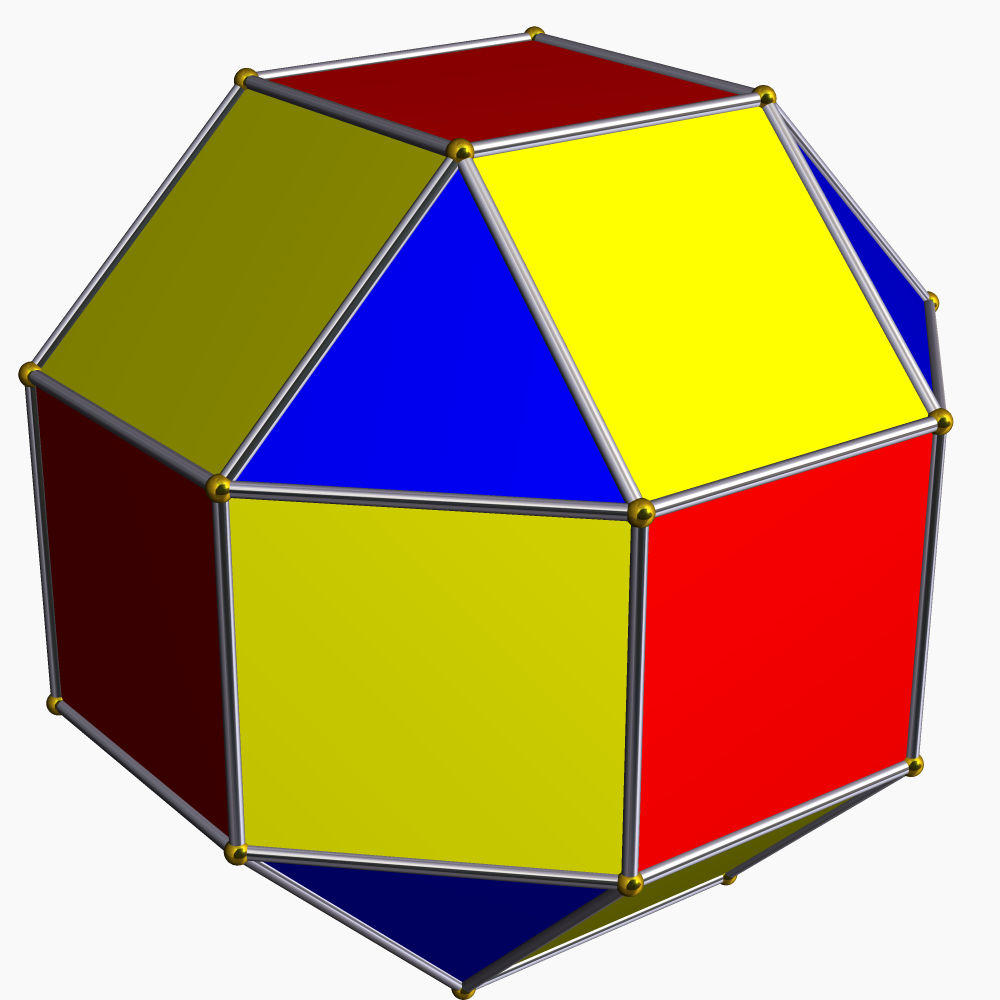
Un cubo canteado. Las caras rojas (que forman parte del cubo original) se han reducido de tamaño. Las aristas se han biselado, formando nuevas caras cuadradas amarillas. Los vértices se han truncado, formando nuevas caras triangulares azules

Un panal cúbico canteado. Los cubos morados están canteados. Las aristas están biseladas, formando nuevas celdas cúbicas azules. Los vértices están truncados, formando nuevas celdas cúbicas rectificadas rojas

En geometría, un canteado es un truncamiento de segundo orden en cualquier dimensión que bisela las aristas y los vértices de un politopo regular, creando una nueva faceta en lugar de cada arista y de cada vértice del politopo original. También se aplica a los teselados regulares y a los panales. Así mismo, cantear es rectificar una rectificación.
El canteado (para poliedros y teselados) también es denominado expansión en la notación utilizada por Alicia Boole Stott: corresponde a alejar las caras de la forma regular del centro y rellenar una nueva cara en el espacio para cada arista y para cada vértice descubiertos.

## Notación
Un politopo canteado está representado por un símbolo de Schläfli prolongado t0,2{p,q,...} o r' {\displaystyle {\begin{Bmatrix}p\\q\\...\end{Bmatrix}}} o rr {p,q,...}.
Para poliedros, un canteado permite mostrar una secuencia directa desde un poliedro regular a su dual.
Ejemplo: secuencia de canteados entre cubo y octaedro:
Ejemplo: un cuboctaedro (figura del centro) es un tetraedro canteado.
Para politopos de mayor dimensión, un canteado ofrece una secuencia directa desde un politopo regular hasta su forma birrectificada.

## Ejemplos: canteado de poliedros y teselados
| Forma               | Poliedros | Poliedros       | Poliedros              | Teselados         | Teselados                              |
| Coxeter             | rTT       | rCO             | rID                    | rQQ               | rHΔ                                    |
| Notación de Conway  | eT        | eC= eO          | eI= eD                 | eQ                | eH= eΔ                                 |
| ------------------- | --------- | --------------- | ---------------------- | ----------------- | -------------------------------------- |
| Poliedro a expandir | Tetraedro | Cubo u octaedro | Icosaedro o dodecaedro | Teselado cuadrado | Teselado hexagonal Teselado triangular |
| Poliedro a expandir |           |                 |                        |                   |                                        |
| Imagen              |           |                 |                        |                   |                                        |
| Animación           |           |                 |                        |                   |                                        |

| Coxeter              | rrt{2,3}                                  | rrs{2,6}                                     | rrCO                          | rrID                                    |
| Notación de Conway   | eP3                                       | eA4                                          | eaO= eaC                      | eaI= eaD                                |
| -------------------- | ----------------------------------------- | -------------------------------------------- | ----------------------------- | --------------------------------------- |
| Poliedros a expandir | Prisma triangular o bipirámide triangular | Antiprisma cuadrado o trapezoedro tetragonal | Cuboctaedro o rombododecaedro | Icosidodecaedro o triacontaedro rómbico |
| Poliedros a expandir |                                           |                                              |                               |                                         |
| Imagen               |                                           |                                              |                               |                                         |
| Animación            |                                           |                                              |                               |                                         |